# Jean-Noël Barrot
Jean-Noël Barrot (París, 13 de mayo de 1983) es un político francés del Movimiento Demócrata (MoDem) que se desempeña como ministro de Asuntos Exteriores en el gobierno del primer ministro Michel Barnier. Anteriormente ha sido Secretario de Estado para Asuntos Europeos en el gobierno del primer ministro Gabriel Attal desde 2024.
Anteriormente fue ministro de Transición Digital y Telecomunicaciones en el gobierno de la primera ministra Élisabeth Borne de 2022 a 2024.
Antes de unirse al gobierno, Barrot representó la segunda circunscripción del departamento de Yvelines en la Asamblea Nacional de 2017 a 2022. Fue elegido miembro del Parlamento bajo la bandera de ¡La République En Marche! (LREM).
Jean Noel Barrot es graduado de HEC Paris, Sciences Po y Paris School of Economics.
Jean Noel es nieto de Noël Barrot, diputado francés conocido por ser anteriormente resistente al nazismo. Es hijo de Jacques Barrot , político francés que formó parte del partido Unión por un Movimiento Popular (UMP) y que fue diputado, ministro de varios ejecutivos galos y vicepresidente de la Comisión Europea de 2010 a 2014. 